# Tatia neivai
Tatia neivai es una especie de pez de la familia Auchenipteridae en el orden de los Siluriformes.

## Morfología
• Los machos pueden llegar alcanzar los 8,2 cm de longitud total.
- Número de  vértebras: 31-33.[1]

## Distribución geográfica
Se encuentra en la cuenca de los ríos Paraguay, Paraná y Paraíba do Sul, en el Brasil, el este del Paraguay y el nordeste de la Argentina, en el extremo norte de la región mesopotámica.